# Matilde Ortiz Reyes
Matilde Ortiz Reyes, coneguda esportivament com Mati Ortiz, (Veracruz, 16 de setembre de 1990) és una jugadora de waterpolo catalana d'origen mexicà.
Començà a practicar la natació als cinc anys i, posteriorment, es formà al planter del Club Natació Sabadell, amb el qual debutà als catorze anys. Amb el club sabadellenc ha aconseguit la majoria dels títols del club, destacant sis Eurolligues de la LEN, tres Supercopes d'Europa, tres Campionats de Catalunya, tretze Copes de Catalunya, quinze Lligues espanyoles, quinze Copes de la Reina i onze Supercopes d'Espanya. Juntament amb Laura Ester, Maica García i Judith Forca és una de les waterpolistes que ha guanyat les sis Eurolligues del CN Sabadell.
Internacional amb la selecció espanyola de waterpolo, participà als Jocs Olímpics de Londres 2012, aconseguint la medalla d'argent, i de Rio 2016. Guanyà la medalla d'or al Campionat del Món de Barcelona 2013 i aconseguí dos subcampionat (2017, 2019). A nivell europeu, guanyà un medalla d'or (2014) i una de bronze (2018) als Campionats d'Europa. També, aconseguí la medalla d'or als Jocs Mediterranis de Tarragona 2018. Entre d'altres reconeixement, rebé la medalla de bronze (2009) i d'argent (2011) de serveis distingits de la Reial Federació Espanyola de Natació.

## Palmarès
Clubs
- 7 Eurolligues femenina de la LEN: 2011, 2013, 2014, 2016, 2019, 2023, 2024
- 4 Supercopes d'Europa de waterpolo femenina: 2013-14, 2014-15, 2016-17, 2023-24
- 3 Campionats de Catalunya de waterpolo femení: 2004-05, 2005-06, 2007-08
- 13 Copes Catalunya de waterpolo femenina: 2009, 2010, 2011, 2012, 2013, 2014, 2015, 2016, 2017, 2018, 2019, 2020, 2022
- 15 Lligues espanyoles de waterpolo femenina: 2004-05, 2006-07, 2007-08, 2008-09, 2010-11, 2011-12, 2012-13, 2013-14, 2014-15, 2015-16, 2016-17, 2017-18, 2018-19, 2020-21, 2021-22
- 15 Copes espanyoles de waterpolo femenina: 2004-05, 2007-08, 2008-09, 2009-10, 2010-11, 2011-12, 2012-13, 2013-14, 2014-15, 2016-17, 2017-18, 2018-19, 2019-20, 2020-21, 2022-23
- 11 Supercopes espanyoles de waterpolo femenina: 2009-10, 2010-11, 2011-12, 2012-13, 2013-14, 2014-15, 2015-16, 2016-17, 2017-18, 2018-19, 2020-21

Selecció espanyola
- 1 medalla d'argent als Jocs Olímpics de Londres 2012
- 1 medalla d'or als Campionats del Món de waterpolo femení: 2013
- 2 medalles d'argent als Campionats del Món de waterpolo femení: 2017, 2019
- 1 medalla d'or als Campionats d'Europa de waterpolo femení: 2014
- 1 medalla de bronze als Campionats d'Europa de waterpolo femení: 2018